# Sedum mooneyi
Sedum mooneyi är en fetbladsväxtart som beskrevs av Michael George Gilbert. Sedum mooneyi ingår i Fetknoppssläktet som ingår i familjen fetbladsväxter. Inga underarter finns listade i Catalogue of Life.